# Jason Quigley
Jason Robert Quigley (* 19. Mai 1991 in Donegal) ist ein irischer Profiboxer. Er wurde bei den Amateuren 2009 Jugend-Europameister im Weltergewicht, 2012 Junioren-Europameister im Mittelgewicht, 2013 Europameister im Mittelgewicht, sowie 2013 auch Vizeweltmeister im Mittelgewicht.

## Amateurkarriere
Jason Quigley begann im Alter von sieben Jahren mit dem Boxsport und trainierte im Finn Valley Amateur Boxing Club im County Donegal. Er wurde 2009 irischer Jugendmeister im Weltergewicht, sowie 2012 irischer U-23 Meister im Mittelgewicht. 2010 und 2011 wurde er jeweils irischer Vizemeister im Mittelgewicht; er unterlag dabei in beiden Finalkämpfen gegen Darren O’Neill. Beim Halbfinale 2010 schlug er Eamon O’Kane.
Im August 2009 nahm er an den Jugend-Europameisterschaften im polnischen Stettin teil, wo er die Goldmedaille im Weltergewicht gewann. Er setzte sich dabei gegen Joni Polishsuk aus Finnland (7:0), Catalin Paraschiveanu aus Rumänien (2:0), Muratcan Buğra Öner aus der Türkei (4:3), Dschaba Chositaschwili aus Georgien (4:0) und Emil Achmadow aus Aserbaidschan (6:1) durch.
Im Dezember 2012 konnte er zudem die Goldmedaille im Mittelgewicht bei den U22-Europameisterschaften im russischen Kaliningrad erkämpfen. Er gewann dabei in der Vorrunde gegen Ádám Grabecz aus Ungarn (16:3), im Achtelfinale gegen Deniss Kormilin aus Estland (19:7), im Viertelfinale gegen Victor Corobcevschii aus Moldawien (12:9), im Halbfinale gegen Maxim Timofejew aus Russland (15:13) und im Finale gegen Denis Radovan aus Deutschland (17:11).
2013 wurde er irischer Meister im Mittelgewicht, nachdem er sich gegen Chris Blaney, Darren O’Neill, Conrad Cummings und Roy Sheahan durchgesetzt hatte. Im Juni 2013 gewann er zudem die Europameisterschaften im belarussischen Minsk. Er schlug dabei Arbi Chakaev aus Österreich (3:0), Stefan Härtel aus Deutschland (3:0), Jewhen Chytrow aus der Ukraine (3:0) und Bogdan Juratoni aus Rumänien (2:1).
Als amtierender Europameister startete er daraufhin im Oktober 2013 bei den Weltmeisterschaften in Almaty. Er besiegte Vijender Kumar aus Indien (2:0), Aston Brown aus Schottland (3:0), Zoltán Harcsa aus Ungarn (3:0) sowie Artjom Tschebotarjow aus Russland (3:0) und zog damit als erster irischer Boxer der Geschichte in ein WM-Finale ein. Dort unterlag er jedoch nach einem beherzten Kampf dem kasachischen Lokalmatador Schänibek Älimchanuly (0:3) und erlitt damit die erste Niederlage von zuletzt 32 Siegen in Folge.
Auswahl von Länderkämpfen
- 1. Juni 2007: Sieg gegen Andrius Palaima aus Litauen (24:6)
- 3. Juni 2007: Sieg gegen Maksim Kusmenko aus Litauen (Walkover)
- 3. Juli 2009: Sieg gegen Anthony Fowler aus England (6:4)
- 4. Juli 2009: Sieg gegen Marco Grund aus Deutschland (6:0)
- 5. Juli 2009: Sieg gegen Mirko Geografo aus Italien (4:3)
- 4. Dezember 2011: Sieg gegen Vitalij Bondarenko aus Belarus (Punktsieg)
- 18. Dezember 2011: Sieg gegen Troy O’Meley aus Australien (K. o.)

Auswahl internationaler Turnierergebnisse
- März 2008: 2. Platz im Halbweltergewicht beim 3. Dan Pozniak Cup in Litauen
- März 2009: 1. Platz im Weltergewicht beim 4. Dan Pozniak Cup in Litauen
- Oktober 2010: 1. Platz im Mittelgewicht beim 39. Grand Prix von Ostrava in Tschechien
- April 2011: 1. Platz im Mittelgewicht beim 30. Gee-Bee Turnier in Finnland (Finalsieg gegen Anthony Ogogo (13:5))
- Mai 2012: 1. Platz im Mittelgewicht beim 16. Algirdas Šocikas Turnier in Litauen
- März 2013: 1. Platz im Mittelgewicht beim 44. Grand Prix von Ústí in Tschechien
- August 2013: 1. Platz im Mittelgewicht beim Three Nations Turnier in Frankreich

## Profikarriere
Anfang 2014 wechselte er ins Profilager und steht bei Golden Boy Promotions unter Vertrag. Seinen ersten Kampf gewann er am 12. Juli 2014 durch K. o. in der ersten Runde. Sein erster bedeutender Sieg gelang ihm am 7. Mai 2016 einstimmig nach Punkten gegen James De la Rosa (23-3). Am 23. März 2017 besiegte er Glen Tapia (23-3) beim Kampf um den NABF-Titel im Mittelgewicht.
Im Juli 2019 verlor er durch Aufgabe nach der neunten Runde gegen Tureano Johnson. Am 19. November 2021 verlor er beim Kampf um den Weltmeistertitel der WBO im Mittelgewicht gegen Demetrius Andrade (30-0).